# The Structure and Distribution of Coral Reefs
The Structure and Distribution of Coral Reefs (titolo completo The structure and distribution of coral reefs. Being the first part of the geology of the voyage of the Beagle, under the command of Capt. Fitzroy, R.N. during the years 1832 to 1836, pubblicato in Italia con il titolo di Sulla struttura e distribuzione dei banchi di corallo e delle isole madreporiche) è il primo trattato monografico di Charles Darwin pubblicato nel 1842, un'opera pionieristica e ambiziosa che affronta il complesso tema della formazione delle barriere coralline.
Considerata una delle sue opere scientifiche più importanti, subito dopo L'origine delle specie, è il risultato di osservazioni acute e deduzioni rigorose che portarono alla formulazione di una teoria rivoluzionaria.  Questo trattato valse a Darwin, insieme ai suoi studi sui cirripedi, il conferimento della Medaglia Copley della Royal Society nel 1864.  L'opera non è solo un trattato sulla geologia dei coralli, ma un manifesto per una nuova metodologia scientifica, basata sull'osservazione rigorosa e sull'interpretazione storica dei processi naturali.
L'opera non è solo un lavoro sui coralli, ma una riflessione globale sulla geologia, sull'evoluzione e sulla natura del cambiamento nel mondo naturale. Sebbene possa sembrare una trattazione tecnica di un argomento geologico, il libro è, in realtà, una pietra miliare nella storia della scienza, che anticipa le teorie evolutive che Darwin svilupperà nel corso della sua carriera. La sua pubblicazione segna l'inizio di una nuova era nel pensiero scientifico, in cui il cambiamento lento e graduale diventa la chiave per comprendere la storia della vita sulla Terra.

## Pubblicazione e Edizioni
Coral Reefs fu pubblicato per la prima volta nel maggio del 1842. Una seconda edizione rivisitata uscì nel 1872, seguita da una terza edizione nel 1889, arricchita da un ampio appendice di T. G. Bonney. La prima edizione ricevette recensioni entusiastiche, tra cui quella di Jackson nel 1842. La monografia divenne un classico, apprezzato per la sua struttura logica rigorosa e l'originalità della sua argomentazione.

## Origini e Sviluppo del Lavoro
Nel 1838, all'età di ventinove anni, Darwin aveva già inviato al tipografo il Journal of Researches e organizzato la pubblicazione della Zoology of the Beagle. A quel punto, Darwin voleva proseguire con la stesura del progetto Geology of the Voyage of the Beagle, concepito nel 1832. Si considerava principalmente un geologo e aveva già acquisito una grande parte del mondo come suo "territorio scientifico". Ma sentiva anche il bisogno di dimostrare il suo valore pubblicando le sue osservazioni e teorie. Quando iniziò a scrivere Coral Reefs, aveva in mente due libri: uno sui coralli e le isole oceaniche, l'altro sul continente sudamericano. Ben presto si rese conto che i coralli avrebbero richiesto un'opera a sé stante.

## La Teoria della Formazione dei Coralli
Darwin elaborò la sua teoria dei coralli già prima di lasciare il Pacifico nel novembre del 1835. Secondo lui, i coralli si formano in una serie graduale che va dai coralli frangenti (come quelli di Mauritius), ai coralli barriera, fino agli atolli (come quello di Keeling). La teoria si fonda sull'idea che i coralli crescano in modo dinamico in risposta ai cambiamenti del livello del mare e del terreno sottostante. Se la costa è in elevazione, i coralli continuano a formare coralli frangenti, ma appena il corallo viene sollevato al di sopra della linea di marea, muore e diventa una striscia di calcare. Se la costa è stabile, i coralli possono espandersi per formare una barriera corallina. Se la costa affonda, come nel caso di molte isole del Pacifico meridionale, i coralli possono crescere verso l'alto, ma alla fine si formerà un atollo quando il terreno sottostante sprofonderà sotto la superficie dell'acqua.
In breve, Darwin propose che i coralli frangenti evolvano in coralli barriera e questi ultimi in atolli, con l'affondamento progressivo dell'isola madre. La sua teoria divenne una delle spiegazioni più influenti per la formazione degli atolli, anche se non fu accettata universalmente durante la sua vita. La conferma definitiva arrivò solo negli anni '50, quando perforazioni profonde nell'atollo di Bikini verificarono la validità della teoria.

## Struttura del Libro e Metodologia
Coral Reefs è strutturato in modo da "leggere" la sequenza evolutiva dei coralli al contrario. In tre capitoli Darwin descrive prima gli atolli, poi le barriere coralline, e infine i coralli frangenti. Questi sono seguiti da un'analisi approfondita che culmina nella presentazione della teoria. Darwin enfatizza che la distribuzione dei vari tipi di corallo non è casuale, ma segue una logica che richiede una spiegazione su larga scala.
Nel libro, Darwin applica una metodologia evolutiva per interpretare i modelli ecologici e geologici, suggerendo che i tipi di corallo sono il risultato di processi storici che hanno avuto luogo nel corso di lunghi periodi di tempo.

## Influenza e Impatto
Nonostante la sua grande importanza scientifica, Coral Reefs è stato talvolta sottovalutato per la sua struttura logica e la profondità delle argomentazioni. La bellezza dell'opera non risiede solo nelle sue conclusioni, ma anche nel modo in cui Darwin ha utilizzato le illustrazioni scientifiche, come dettagliati grafici e una mappa mondiale dei coralli, come parte integrante della sua argomentazione. Sebbene Darwin non fosse un illustratore straordinario, riconosceva il potere comunicativo delle immagini, che "parlano più chiaramente agli occhi che non qualsiasi descrizione potrebbe fare all'orecchio".

## Contributi Filosofici e Scientifici
Coral Reefs segna un passaggio importante nella filosofia della natura di Darwin, anticipando le idee che saranno sviluppate nel suo lavoro più noto, L'Origine delle specie (1859). Nel trattare la formazione dei coralli come risultato di processi graduali e naturali, Darwin sfida la visione di un universo creato da un'intelligenza divina, sostenendo invece una visione in cui le "adattazioni" agli ambienti naturali sono il risultato di una lotta per la sopravvivenza priva di finalità divine.
Questa visione, che Darwin espone nel contesto dei coralli, diventerà un tema centrale nella sua opera, culminando nella teoria della selezione naturale. In Coral Reefs, Darwin infatti anticipa molti dei concetti che caratterizzeranno la sua più ampia teoria dell'evoluzione.

## Edizioni
- (EN) Charles Darwin, The structure and distribution of coral reefs. Being the first part of the geology of the voyage of the Beagle, under the command of Capt. Fitzroy, R.N. during the years 1832 to 1836, London, Smith Elder and Co., 1842.
- Charles Darwin, Sulla struttura e distribuzione dei banchi di corallo e delle isole madreporiche (PDF), traduzione di Giovanni e Riccardo Canestrini, Torino, Unione Tipografico-Editrice, 1888  [1842].

## Collegamenti
- (EN) Coral reefs. An introduction by Gordon Chancellor, su darwin-online.org.uk.